# Khukhan (huyện)
Khukhan (tiếng Thái: ขุขันธ์) là một huyện (amphoe) của tỉnh Sisaket, đông bắc Thái Lan.

## Địa lý
Các huyện giáp ranh (từ phía bắc theo chiều kim đồng hồ) là: Prang Ku, Wang Hin, Phrai Bueng, Khun Han và Phu Sing của tỉnh Sisaket, và Buachet và Sangkha của tỉnh Surin.

## Hành chính
Huyện này được chia thành 22 phó huyện (tambon), các đơn vị này lại được chia ra thành 279 làng (muban). Có hai thị trấn (thesaban tambon) - Khukhan và Huai Nuea. Có 22 Tổ chức hành chính tambon.
| STT. | Tên              | Tên Thái   | Số làng | Dân số |  |
| ---- | ---------------- | ---------- | ------- | ------ |  |
| 1.   | Kanthararom      | กันทรารมย์   | 14      | 6.842  |  |
| 2.   | Chakong          | จะกง       | 13      | 6.209  |  |
| 3.   | Chai Di          | ใจดี        | 11      | 6.363  |  |
| 4.   | Dong Kam Met     | ดองกำเม็ด   | 11      | 7.179  |  |
| 5.   | Sano             | โสน        | 22      | 14.562 |  |
| 6.   | Prue Yai         | ปรือใหญ่     | 20      | 11.506 |  |
| 7.   | Sadao Yai        | สะเดาใหญ่   | 17      | 6.742  |  |
| 8.   | Ta Ut            | ตาอุด       | 9       | 5.142  |  |
| 9.   | Huai Nuea        | ห้วยเหนือ    | 14      | 12.151 |  |
| 10.  | Huai Tai         | ห้วยใต้      | 13      | 6.689  |  |
| 11.  | Hua Suea         | หัวเสือ      | 14      | 6.695  |  |
| 13.  | Takhian          | ตะเคียน     | 12      | 5.843  |  |
| 15.  | Nikhom Phatthana | นิคมพัฒนา    | 11      | 4.272  |  |
| 17.  | Khok Phet        | โคกเพชร    | 11      | 5.532  |  |
| 18.  | Prasat           | ปราสาท     | 9       | 5.956  |  |
| 21.  | Samrong Ta Chen  | สำโรงตาเจ็น | 17      | 6.122  |  |
| 22.  | Huai Samran      | ห้วยสำราญ   | 11      | 5.388  |  |
| 24.  | Kritsana         | กฤษณา      | 13      | 5.946  |  |
| 25.  | Lom Sak          | ลมศักดิ์      | 11      | 5.683  |  |
| 26.  | Nong Chalong     | หนองฉลอง   | 10      | 4.017  |  |
| 27.  | Si Trakun        | ศรีตระกูล    | 7       | 3.374  |  |
| 28.  | Si Sa-at         | ศรีสะอาด    | 9       | 4.193  |  |

Các con số không có trong bảng này là tambon nay tạo thành huyện Phu Sing.